# 田中宏明 (ジャーナリスト)
田中 宏明（たなか ひろあき、1966年11月21日 - ）は、日本のアナウンサー、アメリカ在住のジャーナリスト。京都府長岡京市出身。洛南高等学校、東京大学文学部社会心理学科卒業。

## 来歴・人物
1990年4月にTBSへアナウンサー26期生として入社。同期には有村美香や岩井健浩、渡辺真理、山口敬之、植田博樹、磯山晶がいる。
主にスポーツ中継を担当。元WBA（世界ボクシング協会）Jr.バンタム級（現スーパーフライ級）チャンピオンになった鬼塚勝也（当時・協栄所属）の世界戦リポーターや、元WBAJr.ライト級（現スーパーフェザー級）、同ライト級チャンピオンとなった畑山隆則、また元WBAミドル級チャンピオン竹原慎二の、東洋太平洋チャンピオン時代のタイトルマッチの実況を数多くこなした。
また、「ブロードキャスター」でスポーツキャスターを担当したほか、「JNNスポーツ&ニュース」でも元巨人投手の定岡正二らとコンビを組むなどスタジオ出演も経験していた。
1996年1月にTBSを退社し、米国・ニューヨークへ移住。コロンビア大学ジャーナリズム大学院修士号を取得し、アメリカ在住のジャーナリストとして活動。近年は日本経済新聞・テレビ東京系列放送メディアへ出演している。

## 出演番組

### TBS
- JNNニュースの森（1992年4月 - 1994年3月）週末版スポーツキャスター（サブキャスター兼務）[3][4]
- JNNスポーツ&ニュース（1992年）[3][4]
- ブロードキャスター（1993年10月 - 1994年3月）スポーツキャスター
- スポーツ中継[3][4]

### フリー
- モーニングサテライト（テレビ東京、ニューヨークのマーケットキャスター）
- 日米マーケットリレー 朝エクスプレス（日経CNBC、ニューヨークのマーケットキャスター）
- マネーの羅針盤（テレビ東京、ニューヨーク中継担当）